# Салтівська лінія
Салтівська лінія — друга лінія Харківського метрополітену. Станція сполучає Салтівський житловий масив із центром міста. Довжина лінії становить 10,2 км.

## Історія
Першу чергу Салтівської лінії було відкрито 11 серпня 1984 року, яка складалася з 5-ти станцій (від станції «Історичний музей» до станції Барабашова) та мала довжину 6,6 км.
За 2 роки, 24 жовтня 1986 року було відкрито другу чергу Салтівської ліїнії завдовжки 3,6 км. На ній були розташовані 3 станції (від станції «Барабашова» до «Героїв Праці»).
З 27 травня 2022 року рух поїздів по Салтівській лінії повністю відновлено, в тому числі станції «Академіка Павлова», «Студентська» та «Героїв Праці» відновили роботу з прийому та перевезення пасажирів. Станція «Держпром» Олексіївської лінії, працює лише у якості пересадочного вузла. Окрім цього громадяни можуть використовувати станції у якості укриття.
29 квітня 2024 року станцію «Пушкінська» було перейменовано на «Ярослава Мудрого», а 26 липня станцію «Героїв Праці» — на станцію «Салтівська».

## Комунікації
На станції «Історичний музей» існує перехід на станцію «Майдан Конституції» до поїздів Холодногірсько-Заводської лінії.
На станції Університет існує перехід на станцію «Держпром» до поїздів Олексіївської лінії.

## Розвиток
Після відкриття у 1986 році другої черги лінії, планувалося подальше розширення лінії як у північно-східному так і в південному напрямках. Так північніше кінцевої станції «Салтівська» планувалося побудувати ще 2 станції, але у 1990-х роках заплановану північну ділянку скоротили до однієї станції з проєктною назвою «Дружби Народів». Планувалося почати будівництво у середині 2000-х років та відкрити північну дільницю лінії у 2010 році, але через брак фінансування цього не сталося. На початку 2019 року ніяких будівельних робіт на цій дільниці не ведеться, дата відкриття станції невідома.
Південніше станції «Історичний музей» планувалося спорудити дільницю з трьох станцій з проєктними назвами «Площа Урицького», «Жовтнева» та «Новожанове». Всі 3 станції південної дільниці планувалося побудувати колонними глибокого закладення. З огляду на складну ситуацію з фінансуванням будівництва метро в місті, дата початку будівництва дільниці постійно відкладається на майбутнє. На початку 2019 року ніяких будівельних робіт на цій дільниці також не ведеться, дата відкриття станцій невідома. У віддаленому майбутньому на станції «Жовтнева» плануеться організувати пересадку на перспективну кільцеву лінію.